# Liste der brasilianischen Botschafter in Ägypten
Der brasilianische Botschafter residiert an der Corniche el Nil 1125 in Kairo.
Der Botschafter in Kairo wird regelmäßig auch zum Botschafter in Asmara und  Mogadischu ernannt.
| Ernannt / Akkreditiert | Name                                                | Bemerkungen                                                                         | ernannt von                      | akkreditiert bei       | Posten verlassen |
| ---------------------- | --------------------------------------------------- | ----------------------------------------------------------------------------------- | -------------------------------- | ---------------------- | ---------------- |
| 7. Aug. 1924           | José Francisco de Barros Pimentel                   | Ministerresidente                                                                   | Artur da Silva Bernardes         | Fu'ād I.               | 26. Juni 1928    |
| 1928                   | Américo de Galvão Bueno                             | Geschäftsträger                                                                     | Washington Luís Pereira de Sousa | Fu'ād I.               | 1929             |
| 17. Sep. 1929          | Carlos de Rostaing Lisboa                           | Ministerresidente                                                                   | Washington Luís Pereira de Sousa | Fu'ād I.               | 12. Juni 1930    |
| 1930                   | Mario de Deus Fernandes                             | Konsul, Geschäftsträger                                                             | Getúlio Dornelles Vargas         | Fu'ād I.               |                  |
| 1. Juli 1930           | Sem representante diplomático                       | ohne diplomatische Vertretung                                                       | Getúlio Dornelles Vargas         | Fu'ād I.               | 2. Juli 1931     |
| 3. Juli 1931           | Mário de Pimentel Brandão                           | außerordentlicher Gesandter und Ministre plénipotentiaire                           | Getúlio Dornelles Vargas         | Fu'ād I.               | 3. Feb. 1934     |
| 1934                   | Carlos Maximiano de Figueirado Caio de Mello Franco | Geschäftsträger                                                                     | Getúlio Dornelles Vargas         | Fu'ād I.               |                  |
| 12. Juli 1934          | Joaquim Eulálio do Nascimento e Silva               | außerordentlicher Gesandter und Ministre plénipotentiaire                           | Getúlio Dornelles Vargas         | Fu'ād I.               | 17. Sep. 1934    |
| 2. Okt. 1941           | Júlio Augusto Barboza Cameiro                       | außerordentlicher Gesandter und Ministre plénipotentiaire                           | Getúlio Dornelles Vargas         | Faruq                  | 5. Dez. 1944     |
| 1944                   | Frederico Chermont Lisboa                           | Geschäftsträger                                                                     | Getúlio Dornelles Vargas         | Faruq                  | 1945             |
| 7. Feb. 1945           | Caio de Mello Franco                                | außerordentlicher Gesandter und Ministre plénipotentiaire                           | José Linhares                    | Faruq                  | 24. Apr. 1948    |
| 1948                   | Wagner Pimenta Bueno                                | Geschäftsträger                                                                     | Eurico Gaspar Dutra              | Faruq                  |                  |
| 24. Juni 1948          | Themistocles da Graça Aranha                        | außerordentlicher Gesandter und Ministre plénipotentiaire                           | Eurico Gaspar Dutra              | Faruq                  | 1. Juni 1953     |
| 1953                   | Carlos da Ponte Ribeiro Eiras                       | Geschäftsträger                                                                     | Getúlio Dornelles Vargas         | Muhammad Nagib         |                  |
| 13. Dez. 1953          | Themistocles da Graça Aranha                        |                                                                                     | Getúlio Dornelles Vargas         | Muhammad Nagib         | 24. Apr. 1954    |
| 1954                   | Carlos da Ponte Ribeiro Eiras                       | Geschäftsträger                                                                     | João Café Filho                  | Muhammad Nagib         |                  |
| 22. Aug. 1954          | Carlos Maximiano de Figueiredo                      |                                                                                     | João Café Filho                  | Muhammad Nagib         | 22. Feb. 1959    |
| 1959                   | Sérgio Mauricio Correia do Lago                     | Geschäftsträger                                                                     | Juscelino Kubitschek             | Gamal Abdel Nasser     |                  |
| 29. Nov. 1959          | Carlos Martina Thompson Flòres                      |                                                                                     | Juscelino Kubitschek             | Gamal Abdel Nasser     | 6. März 1964     |
| 1964                   | Arnaldo Rigueira                                    | Geschäftsträger                                                                     | Pascoal Ranieri Mazzilli         | Gamal Abdel Nasser     |                  |
| 6. Apr. 1964           | Sérgio Armando Frazâo                               |                                                                                     | Pascoal Ranieri Mazzilli         | Gamal Abdel Nasser     | 17. Apr. 1966    |
| 1966                   | Fernando César de Bittencourt Berenguer             | Geschäftsträger                                                                     | Humberto Castelo Branco          | Gamal Abdel Nasser     |                  |
| 3. Sep. 1966           | Hélio de Burgos Cabal                               |                                                                                     | Humberto Castelo Branco          | Gamal Abdel Nasser     | 4. Juni 1968     |
| 1968                   | Raul Fernando Beidford Roxe Leite Ribeiro           | Geschäftsträger                                                                     | Artur da Costa e Silva           | Gamal Abdel Nasser     | 1969             |
| 6. Jan. 1969           | Arnaldo Vasconcellos                                |                                                                                     | Aurélio de Lira Tavares          | Gamal Abdel Nasser     | 8. Aug. 1971     |
| 1971                   | Amaury Banhos Pôrto de Oliveira                     | Geschäftsträger                                                                     | Aurélio de Lira Tavares          | Anwar as-Sadat         | 1972             |
| 1972                   | Luciano Ozório Rosa                                 | Geschäftsträger                                                                     | Aurélio de Lira Tavares          | Anwar as-Sadat         |                  |
| 24. Aug. 1972          | Luiz Leivas Bastian Pinto                           |                                                                                     | Aurélio de Lira Tavares          | Anwar as-Sadat         | 4. Mai 1975      |
| 5. Mai 1975            | Sérgio Luiz de Souza Tapajós                        | Geschäftsträger                                                                     | Ernesto Geisel                   | Anwar as-Sadat         | 11. Mai 1975     |
| 12. Mai 1975           | Luiz Leivas Bastian Pinto                           |                                                                                     | Ernesto Geisel                   | Anwar as-Sadat         | 6. Juli 1975     |
| 7. Juli 1975           | Sérgio Luiz de Souza Tapajós                        | Geschäftsträger                                                                     | Ernesto Geisel                   | Anwar as-Sadat         | 18. Dez. 1975    |
| 19. Dez. 1975          | Luiz Leivas Bastian Pinto                           |                                                                                     | Ernesto Geisel                   | Anwar as-Sadat         | 31. Dez. 1975    |
| 6. Okt. 1988           | Carlos Augusto de Proença Rosa                      | MSF 177/1988                                                                        | José Sarney                      | Muhammad Husni Mubarak |                  |
| 27. Juni 1989          | Carlos Augusto de Proença Rosa                      | zum Botschafter in Khartum ernannt: MSF 82 de 1989                                  | José Sarney                      | Muhammad Husni Mubarak |                  |
| 30. Aug. 1991          | Márcio Paulo de Oliveira Dias                       | MSF 203 de 1991                                                                     | Fernando Collor de Mello         | Muhammad Husni Mubarak |                  |
| 26. März 1993          | Márcio Paulo de Oliveira Dias                       | zum Botschafter in Karthoum ernannt.MSF 435 de 1992 vom 24. März 1993               | Itamar Franco                    | Muhammad Husni Mubarak |                  |
| 13. Nov. 1995          | Virgílio Moretzsohn de Andrade                      | MSF 312 de 1995 vom 27. Oktober 1995                                                | Fernando Henrique Cardoso        | Muhammad Husni Mubarak |                  |
| 3. Dez. 1996           | Virgílio Moretzsohn de Andrade                      | zum Botschafter in Karthoum ernannt: MSF 208 de 1996 vom 30. Oktober 1996           | Fernando Henrique Cardoso        | Muhammad Husni Mubarak |                  |
| 28. Juni 2000          | Celso Marcos Vieira de Souza                        | MSF 104 de 2000 vom 31. Mai 2000                                                    | Fernando Henrique Cardoso        | Muhammad Husni Mubarak |                  |
| 24. Nov. 2000          | Celso Marcos Vieira de Souza                        | zum Botschafter in Karthoum ernannt: MSF 141 de 2000 vom 18. Oktober 2000           | Fernando Henrique Cardoso        | Muhammad Husni Mubarak |                  |
| 14. Mai 2004           | Elim Saturnino Ferreira Dutra                       | (* 22. Januar 1942 in Bom Jesus) MSF 37 de 2004 vom 5. Mai 2004                     | Luiz Inácio Lula da Silva        | Muhammad Husni Mubarak |                  |
| 28. Apr. 2008          | Cesário Melantonio Neto                             | zum Botschafter in Asmara und Mogadischu ernannt.MSF 48 de 2008 vom 16. April 2008  | Luiz Inácio Lula da Silva        | Muhammad Husni Mubarak |                  |
| 18. Okt. 2011          | Marco Antônio Diniz Brandão                         | zum Botschafter in Asmara und Mogadischu ernannt.MSF 84 de 2011 vom 24. August 2011 | Dilma Rousseff                   | Muhammad Husni Mubarak |                  |
| 24. Dez. 2014          | Ruy Pacheco de Azevedo Amaral                       | (* 1957)                                                                            | Dilma Rousseff                   | Abd al-Fattah as-Sisi  |                  |